# Paruževac
Paruževac je naseljeno mjesto u Republici Hrvatskoj u Zagrebačkoj županiji. 

## Zemljopis
Administrativno je u sastavu općine Dubrava. Naselje se proteže na površini od 9,10 km².

## Stanovništvo
Prema popisu stanovništva iz 2001. godine u Paruževcu živi 157 stanovnika i to u 57 kućanstvu. Gustoća naseljenosti iznosi 17,25 st./km².
| broj stanovnika | 207   | 207   | 210   | 277   | 306   | 318   | 304   | 333   | 389   | 386   | 325   | 278   | 234   | 200   | 157   | 135   | 111   |
|                 | 1857. | 1869. | 1880. | 1890. | 1900. | 1910. | 1921. | 1931. | 1948. | 1953. | 1961. | 1971. | 1981. | 1991. | 2001. | 2011. | 2021. |